# Kráľova skala (Wielka Fatra)
Kráľova skala (1377 m) – niewybitny, choć dość wysoki szczyt w grupie górskiej Wielkiej Fatry na Słowacji. Wznosi się w południowo-zachodniej części tych gór, w grzbiecie oddzielającym się w Krzyżnej od głównego pnia Wielkiej Fatry w kierunku zachodnim i biegnącym następnie przez szczyty Smrekov (1441 m) i Veľký Rakytov (1142 m) na Drienok.

## Opis szczytu
Kráľova skala zbudowana jest z wapieni i dolomitów pochodzących ze środkowego triasu, zaliczanych do tzw. płaszczowiny choczańskiej. Wierzchołek mało wybitny, ku południu opada łagodnie i tu na jego stokach wybijają obfite źródła znane jako Kráľova studňa. Kráľova skala ma w istocie dwa wierzchołki różniące się wysokością. Ku północy opadają z nich porośnięte lasem grzbieciki, między które wcina się wąwozowata dolinka. Po zachodniej stronie niższego, zachodniego wierzchołka znajduje się dolinka Veľké studienky, po wschodniej stronie wyższego, wschodniego wierzchołka dolinka Rovnè. Skalne formacje znajdują się także na grzbiecie biegnącym od niższego wierzchołka w kierunku zachodnim ponad dolinką Veľké studienky.
Szczyty Kráľovej skały porośnięte są zespołami naskalnych muraw z wieloma gatunkami roślin wapieniolubnych. Występują tu pierwiosnek łyszczak, goździk postrzępiony wczesny, goryczka krótkołodygowa i kulnik sercolistny, niżej m.in. także orlik pospolity.
Okolice szczytu pokrywają nadal wypasane hale pasterskie. Dzięki trawiastym terenom są one dobrym punktem widokowym.

## Turystyka
Szczyt sam w sobie nie jest celem wycieczek. Przez trawiaste siodełko tuż pod szczytową skałą wiodą żółte znaki szlaku turystycznego z Gaderskiej doliny (Gaderská dolina), kończące się tuż poniżej, przy Kráľovej studni. W okolicach szczytu znajdują się jeszcze inne atrakcje turystyczne: hotel górski Kráľova studňa, Symboliczny Cmentarz Ofiar Wielkiej Fatry, Salaš Smrekovica, pomnik bohaterów Słowackiego Powstania Narodowego i partyzancka ziemianka.

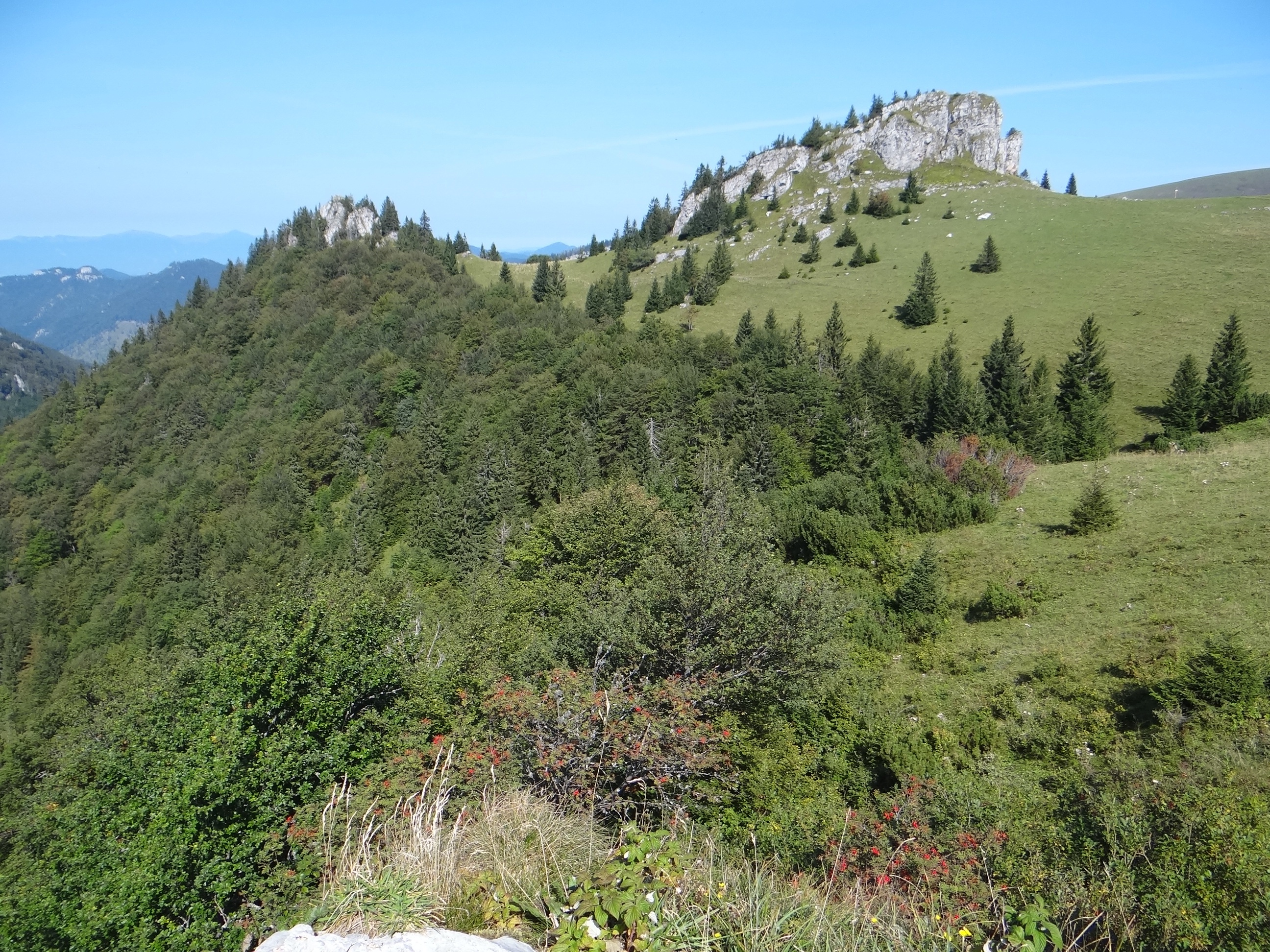
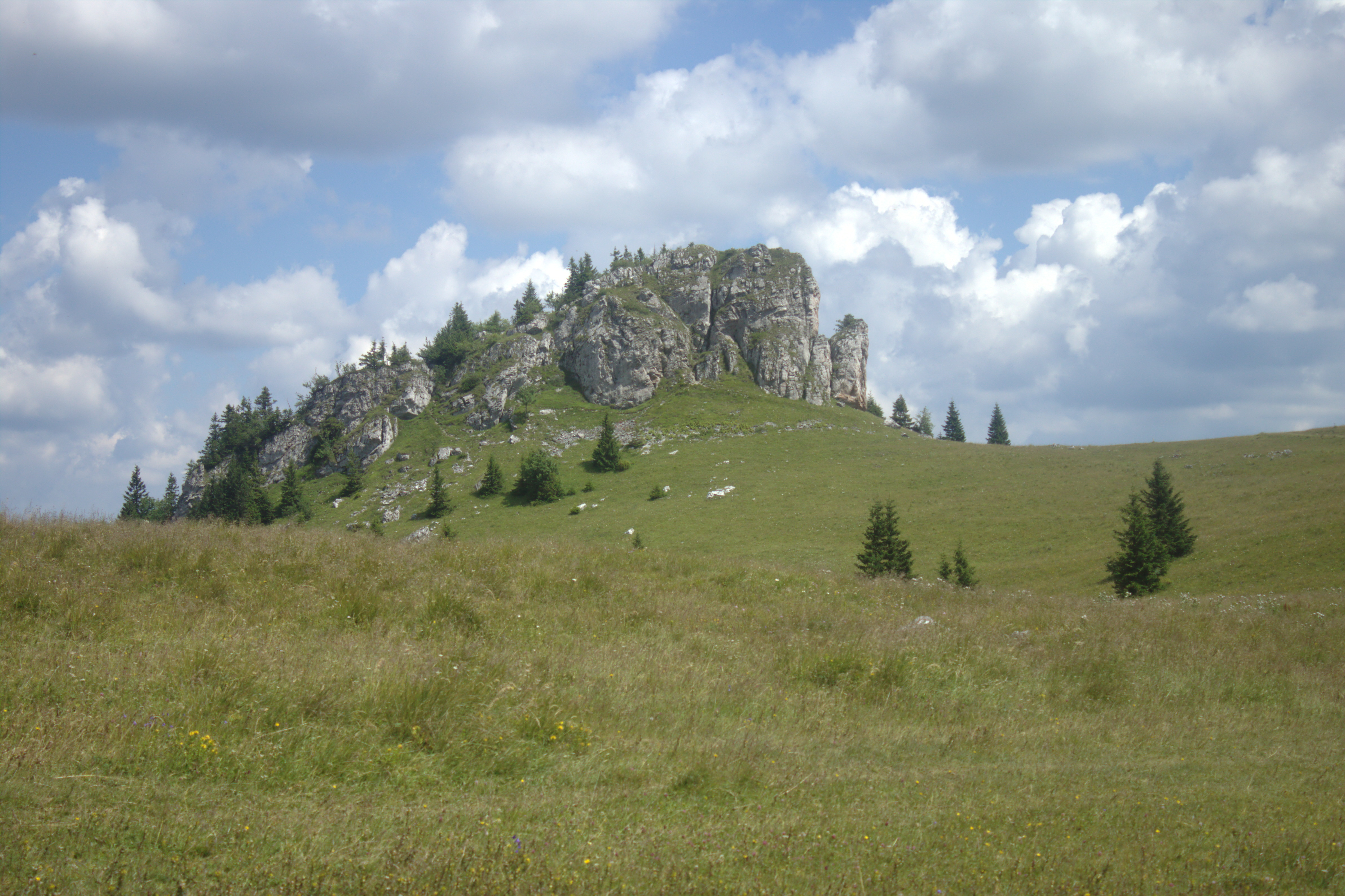
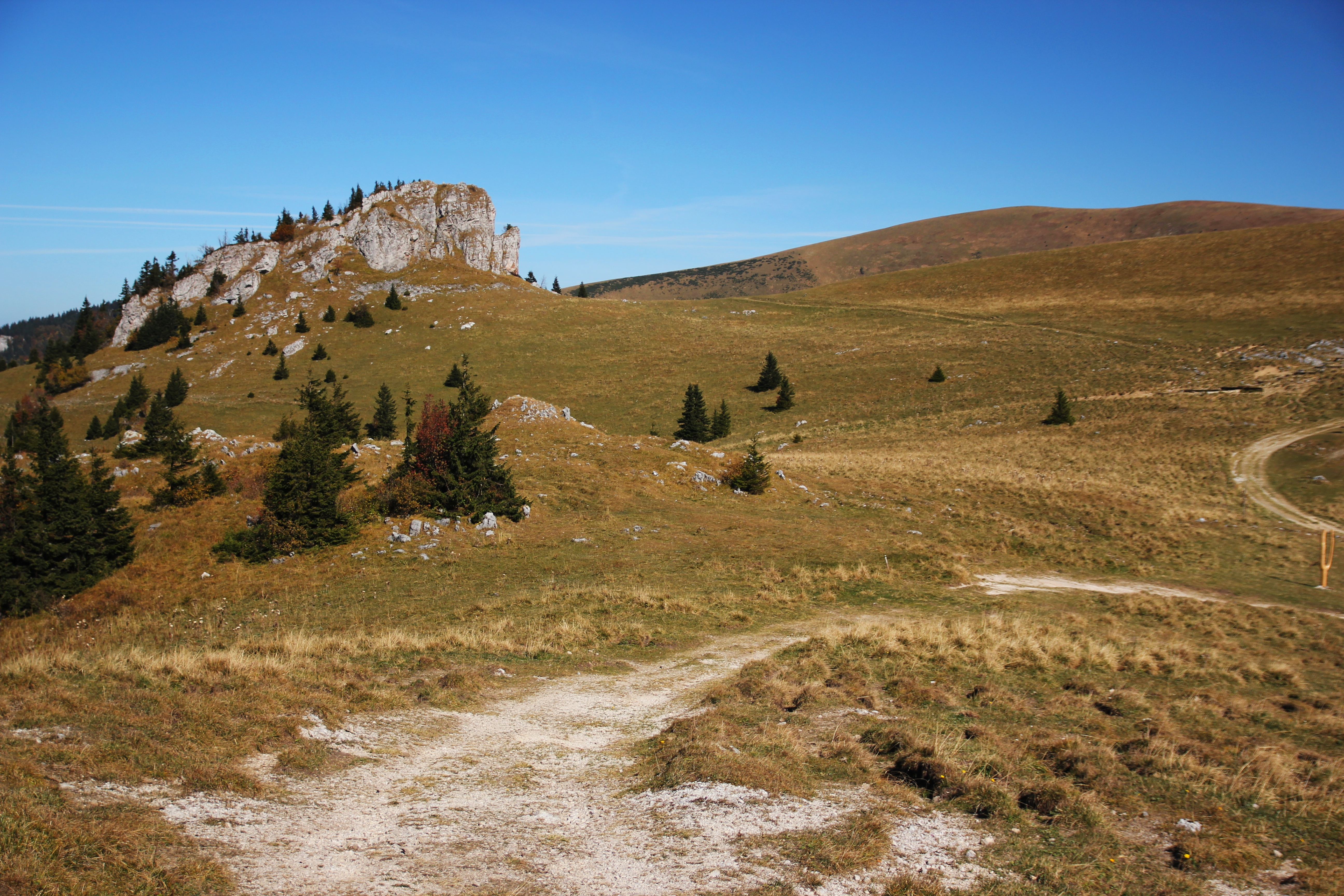
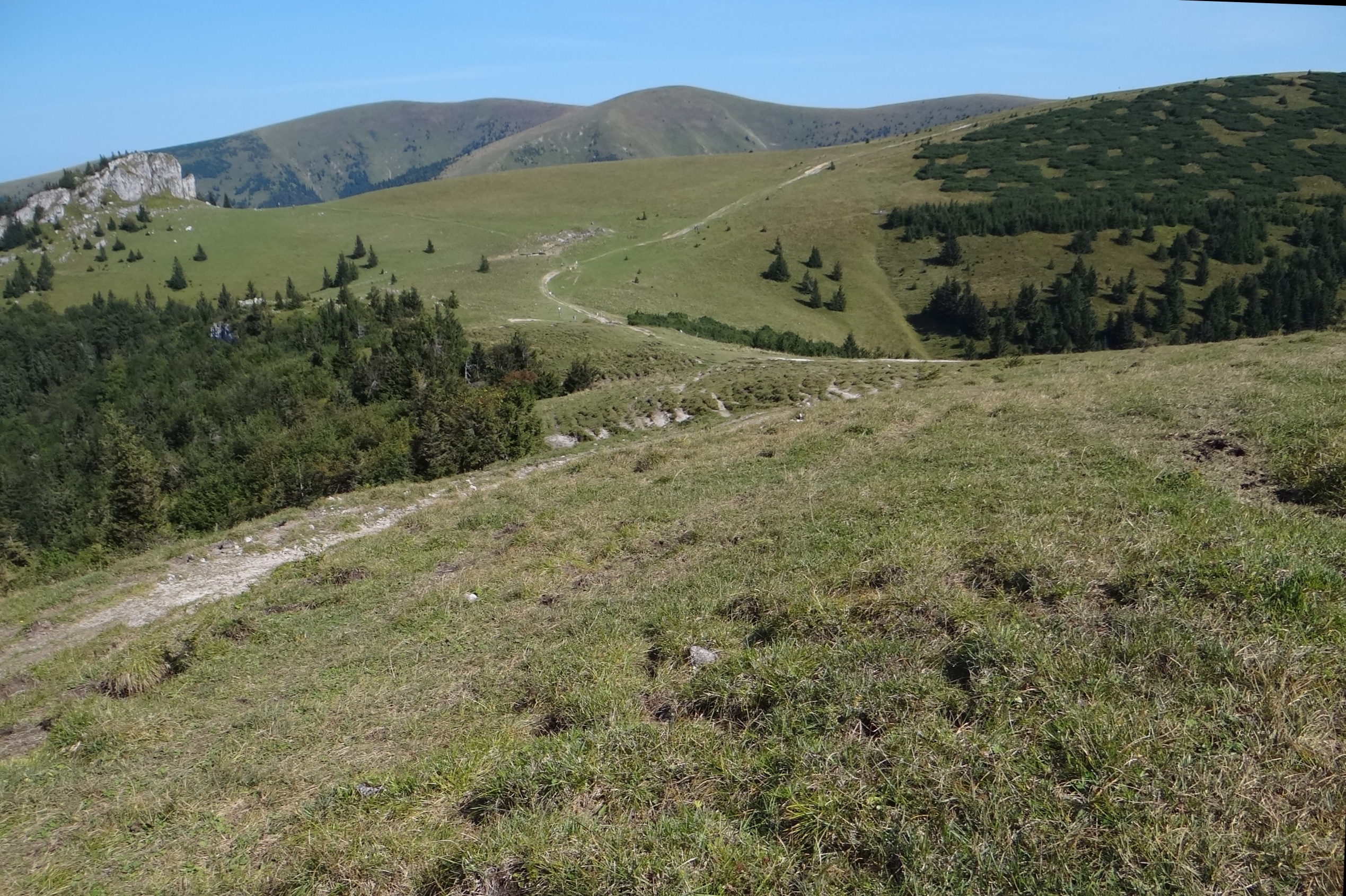